# 李鳴鵰
李鳴鵰（1922年—2013年6月12日），臺灣桃園大溪人，臺灣攝影師，重要作品集中在1947年至1950年。

## 生平簡介
1940年李鳴鵰曾前往廣州，進入嶺南美術學校研習水彩畫，1946年返回臺灣。他在臺北市衡陽街開設「中美行照相材料部」，長年經營與進口攝影材料販售與放大沖印等攝影技術服務。世界華人攝影學會名譽副會長周治剛回憶李鳴鵰能說流利的廣東話，曾在1946年臺灣光復節前夕下在衡陽街拍到蔣宋美齡，之後以1元新臺幣義買給大溪藝文之家收藏。
《臺灣新生報》於1948年創刊三周年之際，舉辦「淡水沙崙海水浴場攝影比賽」，李鳴鵰與鄧南光並列第二名，張才則獲得第一名，盛鎧稱李鳴鵰與另外兩位作者在攝影史上為「攝影三劍客」:288，姜麗華則稱李氏首開臺灣寫實攝影的先河。李鳴鵰並創辦臺灣民間自辦的第一本攝影雜誌《臺灣影藝月刊》，但僅出刊3期便告停刊。
李鳴鵰曾任臺灣省風景協會、中國攝影學會、中國美術協會、臺北攝影學會共同發起人，並且是臺灣第一位日本寫真協會正式會員。

## 作品風格
李鳴鵰作品具有寫實與沙龍兩種攝影風格，擅長以人的生活為對象，吳家寶評論李氏作品呈現二戰後臺灣人民面對困境卻仍樂觀的社會風景。1947年李鳴鵰所拍攝的〈牧羊童〉為臺灣攝影史上寫實攝影著名作品，國家攝影中心考究，李氏在拍攝此作品之前已預先在河畔架好相機，李氏再請這三位孩童走入拍攝的景框，此舉是將寫實攝影的編導式技法引入藝術創作的方式。

## 外部連結
- 李鳴鵰 （页面存档备份，存于） 國家攝影文化中心
- 李鳴鵰 台灣光華雜誌－台灣光影先行者